# 이브의 유혹 - 키스
이브의 유혹 - 키스(Temptation Of Eve: Kiss)는 한국에서 제작된 남기웅 감독의 2007년 드라마 영화이다. 김경익 등이 주연으로 출연하였고 김민기 등이 제작에 참여하였다.

## 출연

### 주연
- 김경익
- 이자경
- 양영조
- 장수연

### 조연
- 백찬기
- 최민금
- 이보리
- 송재희
- 황보현
- 이윤재
- 잎새

## 기타
- 제작총지휘: 허창
- 투자총괄: 최진희
- 프로듀서: 윤창업
- 프로듀서: 이승훈
- 제작실장: 송재영
- 제작부장: 양미숙
- 제작부: 김선범
- 제작부: 이주호
- 제작회계: 박현비
- 제작투자: 김성수
- 투자책임: 홍재희
- 제작관리부문: 이기승
- 제작관리부문: 류순균
- 제작관리부문: 강두영
- 제작관리부문: 강민하
- 제작관리부문: 서호진
- 제작관리부문: 박대현
- 제작관리부문: 정인영
- 제작관리부문: 이은주
- 제작관리부문: 김경미
- 촬영부: 김홍기
- 촬영부: 전홍규
- 촬영부: 이재필
- 조명: 이준식
- 조명부: 김대열
- 조명부: 함세철
- 조명부: 이대종
- 조명부: 이상훈
- 연출부: 김종호
- 스크립터: 김양희
- 조감독: 강윤수
- 동시녹음: 변희철
- 붐오퍼레이터: 이민호
- 붐어시스턴트: 유병호
- 미술: 김수아
- 미술팀: 최경화
- 미술팀: 김선미
- 미술팀: 신은정
- 소품: 하영민
- 소품: 이성찬
- 특수분장: 김현경
- 분장-헤어: 김현경
- 분장팀: 최명진
- 분장팀: 손용희
- 의상: 한혜숙
- 의상: 김현경
- 의상팀: 이진아
- 음악부문: 김정아
- 운송: 전경택
- 예고편: 김수미
- 현장스틸: 김보람
- 발전차: 블루라이팅
- 마케팅부문: 김지완
- 마케팅부문: 임상희
- 로케이션매니저: 김태영
- 동물조련: 김재식
- 조명장비: 블루라이팅
- 의상팀: 김근숙
- 음향부문: 정희구
- 음악부문: 우진호
- 예고편: 이승호
- 마케팅부문: 김홍섭
- 로케이션매니저: 이창민
- 디지털처리부문: 신충섭
- 음향부문: 안기성
- 음악부문: 선성욱
- 예고편: 장정욱
- 마케팅부문: 유주희
- 로케이션매니저: 오영림
- 디지털처리부문: 이용기
- 음향부문: 이지은
- 예고편: 노성언
- 마케팅부문: 신유미
- 디지털처리부문: 박진호
- 음향부문: 박원
- 마케팅부문: 이영균
- 디지털처리부문: 김형석
- 마케팅부문: 안애미
- 디지털처리부문: 장태희
- 마케팅부문: 이영빈
- 디지털처리부문: 노승미
- 디지털처리부문: 이혜민
- 디지털처리부문: 옥임식
- 디지털처리부문: 김기석
- 디지털처리부문: 나종찬
- 디지털처리부문: 박상수
- 디지털처리부문: 김태성
- 디지털처리부문: 김승원
- 디지털처리부문: 김용범
- 디지털처리부문: 김기문
- 매니저부문: 김경수
- 매니저부문: 이호종
- 매니저부문: 곽동우
- 매니저부문: 박홍근
- 매니저부문: 천성원
- 매니저부문:
- 매니저부문: 김성우
- 매니저부문: 김재원
- 메이킹: 최고은
- 보조출연: T&J 엔터테인먼트
- 배역: 김상은
- 보험: 윤경보